# XUL
XUL (okrajšava za »XML User Interface Language«) je označevalni jezik, ki so ga razvili pri Mozilli, namenjen pa je preprosti in hitri izdelavi grafičnih uporabniških vmesnikov oz. aplikacij.